# ويليام ليمان أندروود
ويليام لايمان أندروود (بالإنجليزية: William Lyman Underwood)(1864 – 24 يناير 1929)، كان مصورًا أمريكيًا. شارك أيضًا في أبحاث التعقيم الغذائي باستخدام تقنية الوقت-درجة الحرارة في معهد ماساتشوستس للتكنولوجيا بين عامي 1895 و1896.

## وصلات خارجية
- ويليام ليمان أندروود على موقع الموسوعة البريطانية (الإنجليزية)